# 라오스의 국장

라오스의 국장

라오스의 국장은 1991년에 제정되었다. 현재의 국장은 1975년에 제정된 국장에 그려져 있던 낫과 망치, 별을 파탓루앙으로 바꾼 형태의 디자인이다.
국장 가운데에는 파탓루앙이 그려져 있으며 사원 아래쪽에는 아스팔트로 포장된 도로가 그려져 있다. 도로 왼쪽에는 댐이, 오른쪽에는 논이 그려져 있다. 국장 아래쪽에는 톱니바퀴가 그려져 있으며 벼 이삭이 국장의 양쪽을 감싸고 있다.
국장 아래쪽에 그려져 있는 빨간색 리본 가운데에는 라오스의 공식 명칭인 "라오 인민 민주 공화국"("ສາທາລະນະລັດ ປະຊາທິປະໄຕ ປະຊາຊົນລາວ", "Sathalanalat Paxathipatai Paxaxon Lao")이 라오어로 쓰여져 있으며 양쪽에는 라오스의 나라 표어인 "평화, 독립, 민주주의"(왼쪽, "ສັນຕິພາບ ເອກະລາດ ປະຊາທິປະໄຕ"), "통일과 번성"(오른쪽, "ເອກະພາບ ວັດຖະນາຖາວອນ")이 라오어로 쓰여져 있다.

## 역대 라오스의 국장

라오스 왕국의 국장 (1949년-1975년)
라오스의 국장 (1975년-1991년)